# Wolfgang von Ancken
Wolfgang von Ancken (* 1946 in Hamburg) ist ein deutscher Politiker und ehemaliger Landrat des Kreises Rendsburg-Eckernförde. Von Ancken wurde als erster Landrat des Kreises direkt für eine achtjährige Amtsdauer, die am 1. Juli 2000 begann, gewählt.

## Leben
Wolfgang von Ancken hat nach dem 1976 bestandenen zweiten juristischen Staatsexamen bis 1984 beim Bundeskartellamt, im Bundeswirtschaftsministerium, im niedersächsischen Wirtschaftsministerium und in der Staatskanzlei des Landes Niedersachsen sowie ab 1990 bei der Treuhandanstalt gearbeitet. Von 1991 an war er Leiter des Vorstandsbüros der Präsidentin Birgit Breuel. 1996 wurde er zum stellvertretenden Verbandsdirektor des Kommunalverbandes Großraum Hannover gewählt.
Von Ancken führte eine Zeit lang im Verwaltungsrat der Sparkasse Eckernförde den Vorsitz. Außerdem war er bis 2008 Vorsteher des Zweckverbandes der Förde Sparkasse.
Von Seiten der CDU wurde während seiner Amtszeit als Landrat Kritik an seiner Amtsausführung geübt. Mit großer Mehrheit entschlossen sich die CDU-Kreistagsfraktion sowie der CDU-Kreisvorstand dazu, einen neuen Kandidaten für die Landratswahl 2008 aufzustellen und entzogen damit von Ancken jegliche Unterstützung. Dieser verkündete im Juni 2007, dass er als freier Kandidat in das Rennen um den Landratsposten gehen und die Zusammenarbeit mit der CDU auf ein formelles Miteinander reduzieren werde. Bei dieser Wahl am 25. Mai 2008 trat von Anken gegen den neuen CDU-Kandidaten Rolf-Oliver Schwemer (parteilos) und den Kandidaten Frank Martens (SPD) an, schied aber in der ersten Runde der Direktwahl aus. Von Anckens Amtszeit endete am 30. Juni 2008. Er war der erste direkt gewählte Landrat im Land Schleswig-Holstein und ist bis zur Abschaffung der Direktwahl im Jahr 2009 der einzige, der als amtierender Landrat in einer Direktwahl unterlegen war und abgewählt aus dem Amt schied.
Wolfgang von Ancken war Mitglied der CDU, ist jedoch im Jahr 2010 aus der Partei ausgetreten.